# Zliv
Zliv (in tedesco Sliw) è una città della Repubblica Ceca facente parte del distretto di České Budějovice, in Boemia Meridionale.